# (1181) Lilith
(1181) Lilith es un asteroide perteneciente al cinturón de asteroides descubierto por Benjamin Jekhowsky el 11 de febrero de 1927 desde el observatorio de Argel-Bouzaréah, Argelia.

## Designación y nombre
Lilith se designó inicialmente como 1927 CQ.
Más adelante, fue nombrado en honor de la compositora francesa Marie Juliette Olga «Lili» Boulanger (1893-1918).

## Características orbitales
Lilith está situado a una distancia media del Sol de 2,662 ua, pudiendo alejarse hasta 3,186 ua. Su inclinación orbital es 5,604° y la excentricidad 0,197. Emplea en completar una órbita alrededor del Sol 1586 días.